# Martin P5M Marlin
El Martin P5M (P-5 Marlin después de 1962), construido por la Glenn L. Martin Company de Middle River (Maryland), fue un hidrocanoa bimotor que entró en servicio en 1951, y sirvió hasta finales de los años 60 con la Armada de los Estados Unidos, realizando patrullas navales. También sirvió con la Guardia Costera de Estados Unidos y con la Armada francesa. Se construyeron 285 aparatos.

## Desarrollo

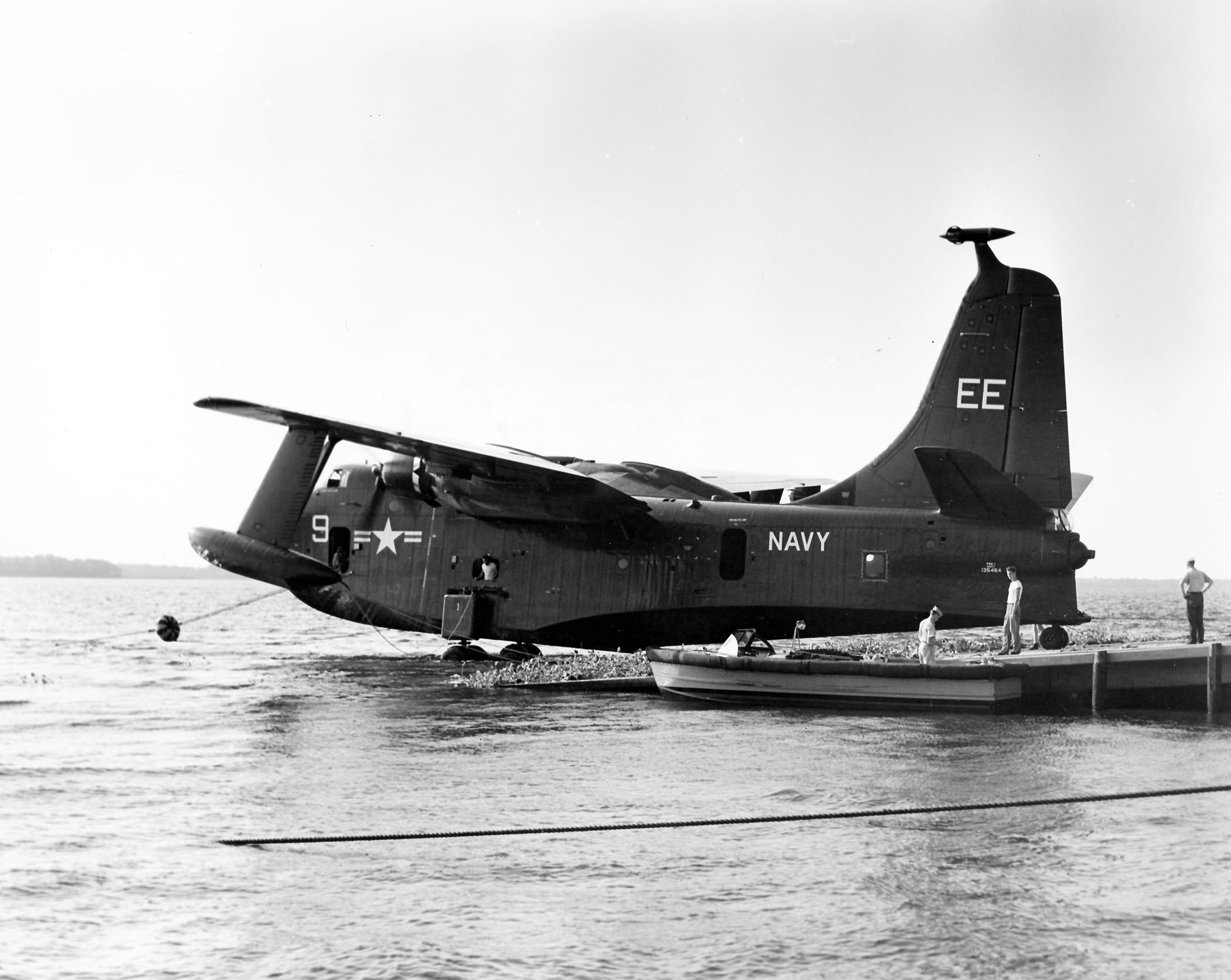
P5M-1 del VP-45 en 1954.

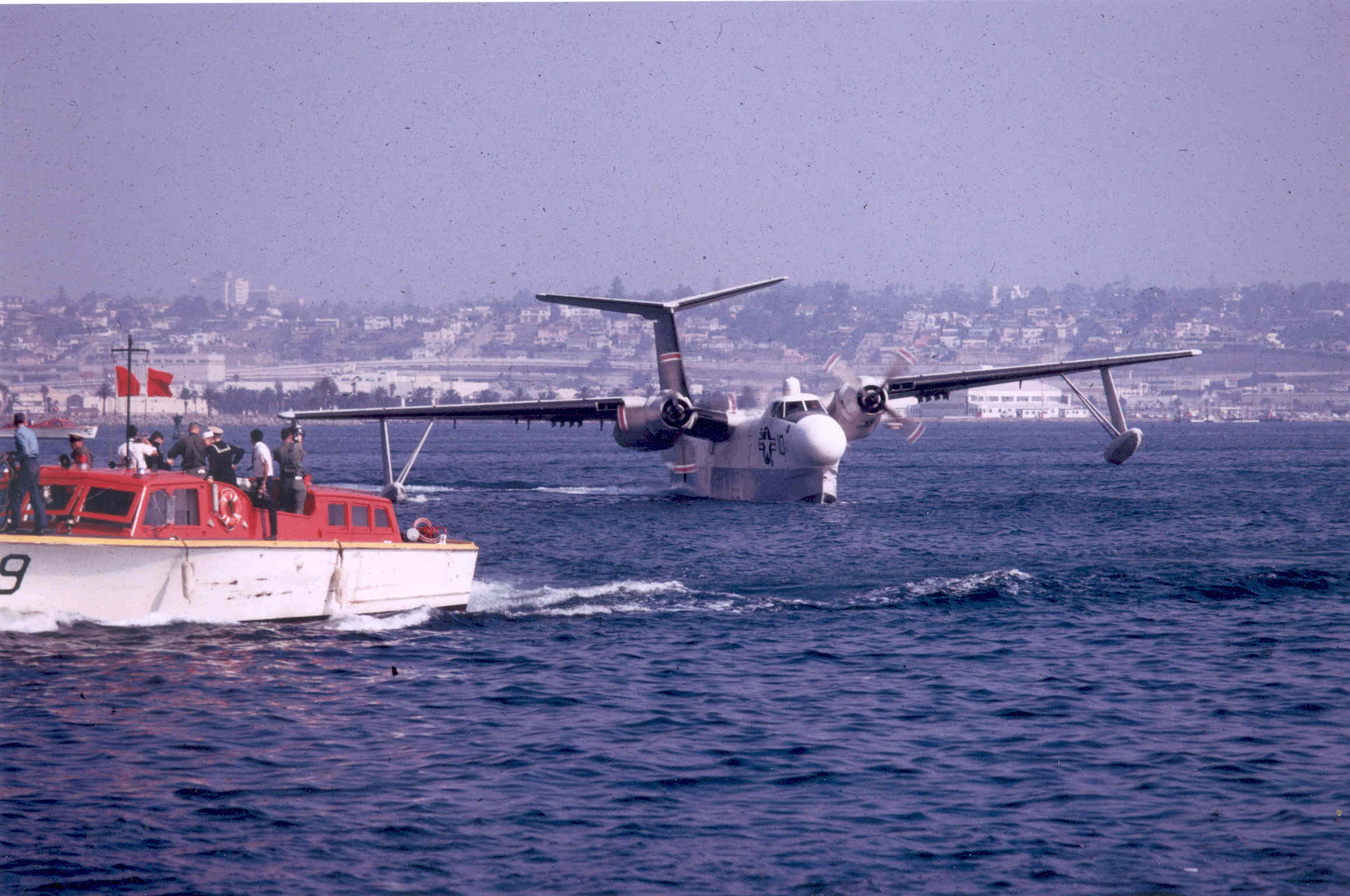
Un SP-5B del VP-40 después del último vuelo operacional de la Armada estadounidense de un Marlin en 1967.

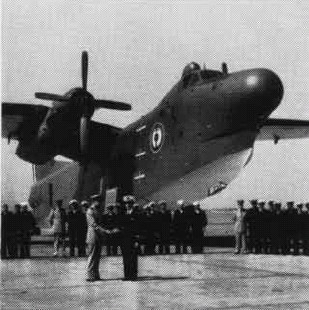
Un P5M-2 francés en 1957.

Construido como sucesor del PBM Mariner, tenía mejores motores, un casco mejorado y una cola con un único empenaje. Los prototipos XP5M Marlin estaban basados en los últimos PBM-5 Mariner, siendo la designación de la compañía Model 237. El modelo fue muy mejorado, conduciendo al P5M-2 (Model 237B), que fue designado SP5-B. Una cantidad de ejemplares P5M-1 también fue usada para entrenamiento, siendo designados TP-5A (después de 1962).

## Diseño
El Marlin fue diseñado como un avión de alas de gaviota para emplazar los motores y las hélices bien por encima de la maresía. La potencia era proporcionada por dos motores radiales Wright R-3350. El casco trasero no se levantaba bruscamente del agua en la cola, sino que se elevaba de manera constante, una innovación de Martin; esto le daba al avión una mayor base de flotación y reducía el “marsopeo” sobre las olas.
El prototipo tenía torretas de morro y de cola con dos cañones de 20 mm cada una, así como una torreta dorsal con 2 ametralladoras Browning M2 de 12,7 mm. El área de la cabina era la misma que la del Mariner. Voló por primera vez el 30 de mayo de 1948.
El primero de 167 aviones de producción P5M-1 fue producido en 1951, volando el 22 de junio del mismo año. Los cambios respecto al prototipo incluían una cubierta de vuelo elevada para mejorar la visibilidad, el reemplazo de la torreta de morro por un gran radomo para el radar de búsqueda aérea AN/APS-44, la supresión de la torreta dorsal y nuevos flotadores alares más aerodinámicos. Las góndolas motoras fueron alargadas para proporcionar espacio para instalar bodegas de armas en las partes traseras.
El P5M-1 fue seguido por 116 aviones P5M-2. Estos tenían cola en T para poner las superficies de cola fuera de la maresía, una pértiga del MAD AN/ASQ-8 en la parte trasera la punta de la cola, no disponía de armas de cola (la posición del arma fue reemplazada por la antena del Equipo de Navegación Doppler AN/APN-122), mejor acomodación para la tribulación y una quilla mejorada para reducir las salpicaduras durante el despegue y el amerizaje.

## Historia operacional

### Armada de los Estados Unidos
Las últimas operaciones de hidrocanoas de la Armada de los Estados Unidos fueron las patrullas Market Time del VP-40. Las patrullas de vigilancia marítima comenzaron en febrero de 1965, para localizar pequeñas naves que transportaban suministros de Vietnam del Norte a las unidades del Viet Cong en Vietnam del Sur. El VP-40 operó desde portahidroaviones y patrullaba el delta del Mekong entre Phú Quốc y Vũng Tàu. El último P5M de la Armada estadounidense, redesignado SP-5B, fue volado desde NAS Patuxent River, Maryland, el 12 de julio de 1968, para su almacenaje interino pendiente de la construcción de un área de exhibición en el Instituto Smithsoniano en Washington D. C. Como el área de exhibición en el Smithsoniano no se materializó, el avión fue más tarde relocalizado en el National Naval Aviation Museum en NAS Pensacola, Florida, donde actualmente está en exhibición.
El último vuelo del Marlin fue realizado por el VP-40, a la Bahía de San Diego, el 6 de noviembre de 1967.

### Guardia Costera de los Estados Unidos
Siete P5M-1G y cuatro P5M-2G fueron construidos para la Guardia Costera de los Estados Unidos para realizar servicios de rescate aéreo marítimo, pero encontraron que los aviones eran difíciles de mantener y excedían los requerimientos. Posteriormente fueron transferidos a la Armada estadounidense, que los redesignó como TP-5A y los usaron como aviones de entrenamiento, ya que no tenían provisión para armamento.

### Armada francesa
La Armada francesa recibió 10 Marlin ex Armada estadounidense entre 1957 y 1959 para reemplazar a los Short Sunderland en servicios de patrulla marítima, basados en Dakar, Senegal, en África Occidental. Fueron devueltos en 1964.

## Variantes
XP5M
Prototipo convertido desde un PBM Mariner con casco modificado.
M-207
Prototipo XP5M convertido para el desarrollo de un casco de baja resistencia.
P5M-1
Modelo de producción para Armada de los Estados Unidos, 160 construidos, más tarde redesignados P-5A.
P5M-1G
P5M-1 modificados para la Guardia Costera de los Estados Unidos, 7 conversiones, más tarde  devueltos a la Armada como P5M-1T.
P5M-1S
P5M-1 modificados con equipos de electrónica y antisubmarino mejorados, 80 conversiones, más tarde redesignados SP-5A.
P5M-1T
Siete antiguos P5M-1G de la Guardia Costera estadounidense, devueltos a la Armada como entrenadores de tripulaciones y un antiguo P5M-1, más tarde redesignados TP-5A.
P5M-2
Modelo de producción actualizado, 108 construidos para la Armada estadounidense y 12 para la Armada francesa. Los aviones estadounidenses fueron más tarde redesignados P-5B. Los P5M-2 presentaban cola en T en lugar de las superficies horizontales montadas bajas de los P5M-1.
P5M-2S
La mayoría de los P5M-2 fueron modificados con equipos de electrónica y antisubmarino actualizados, más tarde redesignados SP-5B.
P5M-2G
Cuatro P5M-2 construidos para la Guardia Costera estadounidense, más tarde transferidos a la Armada estadounidense como P5M-2.
P5M-3 (Model 313)
Revisado como P7M-1 (Model 313) SubMaster con un único motor turborreactor montado. Maqueta construida en 1956, pero perdió contra el Lockheed P-3 Orion.
P-5A
P5M-1 redesignados en 1962.
SP-5A
P5M-1S redesignados en 1962.
TP-5A
P5M-1T redesignados en 1962.
P-5B
P5M-2 redesignados en 1962.
SP-5B
P5M-2S redesignados en 1962.

## Operadores
Estados Unidos
- Armada de los Estados Unidos
- Guardia Costera de Estados Unidos

 Francia
- Armada francesa

## Supervivientes
Un SP-5B está localizado en el National Naval Aviation Museum en la Naval Air Station Pensacola, Florida. Este avión, BuNo 135533, se cree que es el último ejemplar existente del Marlin. Actualmente está exhibido dentro de un nuevo hangar (primavera de 2010) y la mayor parte de su exterior ha sido restaurada. La restauración está siendo financiada por el museo y la Mariner/Marlin Association.

## Especificaciones (P5M-2)
Referencia datos: United States Navy aircraft since 1911, Jane's all the World's Aircraft 1957–58, American flying boats and amphibious aircraft : an illustrated history

### Características generales
- Tripulación: Once
- Longitud: 30,7 m (100,6 ft)
- Envergadura: 35,7 m (117,2 ft)
- Altura: 10 m (32,7 ft)
- Superficie alar: 130,6 m² (1405,8 ft²)
- Peso vacío: 22 900 kg (50 471,6 lb)
- Peso cargado: 34 743 kg (76 573,6 lb)
- Peso máximo al despegue: 35 380 kg (77 977,5 lb)
- Planta motriz: 2× motor radial de 18 cilindros refrigerado por aire y con inyección de agua Wright R-3350-32WA Duplex-Cyclone.
  - Potencia: 2570 kW (3543 HP; 3495 CV) cada uno.
- Hélices: De 4 palas de velocidad constante totalmente reversibles

### Rendimiento
- Velocidad máxima operativa (Vno): 404 km/h (251 MPH; 218 kt) a nivel del mar
- Velocidad crucero (Vc): 240 km/h (149 MPH; 130 kt) a 300 m (1000 pies)
- Alcance: 3300 km (1782 nmi; 2051 mi)
- Techo de vuelo: 7300 m (23 950 ft)
- Régimen de ascenso: 6,1 m/s (1201 ft/min)
- Carga alar: 295 kg/m² (60,4 lb/ft²)
- Potencia/peso: 0,13 kW/kg

### Armamento
- Otros: Hasta 3600 kg en bodegas en las góndolas motoras + 3600 kg externamente bajo las alas:
  - 4 torpedos de 980 kg o
  - 4 minas o bombas de 907 kg o
  - 8 minas de 454 kg o
  - 16 bombas de 227 kg o
  - 16 cargas de profundidad de 150 kg o
  - 1 carga de profundidad nuclear Mk.90 "Betty"

### Aviónica
- Radar AN/APS-44 (más tarde reemplazado por el radar AN/APS-80)
- Sonar activo de ecolocalización Julie
- Sonar pasivo de búsqueda acústica AN/AQA-3 Jezebel

## Aeronaves relacionadas

### Desarrollos relacionados
- Martin PBM Mariner

### Aeronaves similares
- Beriev Be-12
- Shin Meiwa US-1
- Short Sunderland

### Secuencias de designación
- Secuencia Numérica (interna de Martin): ← 219 - 223 - 234 - 237 - 247 - 259 - 270 - 272 - 290 - 303 - 307 - 313 - 316 - 317 - 321 - 327
- Secuencia P_M (Aviones de Patrulla de la Armada estadounidense, 1922-1962 (Martin, 1922-1962)): ← P2M - P3M - P4M - P5M - P6M - P7M
- Secuencia P-_ (Aviones de Patrulla estadounidenses, 1962-presente): P-2 - P-3 - P-4 - P-5 - P-7 - P-8 - P-9